# Exhibición de vuelo

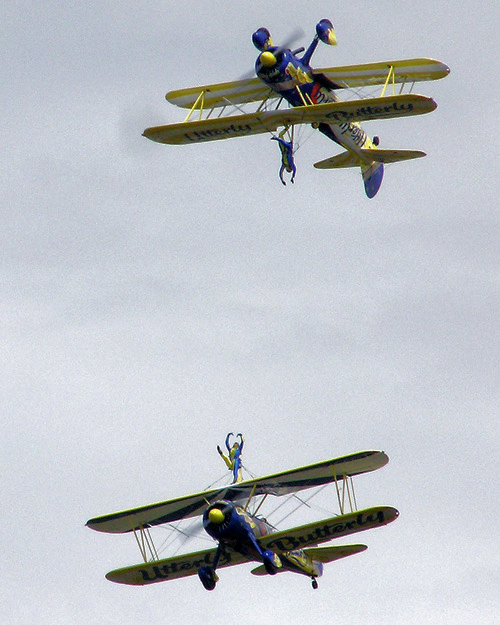
El Grupo británico Utterly Butterly volando biplanos Boeing Stearman PT-17.

Una exhibición de vuelo o festival aéreo es un evento en que los aviadores demuestran sus habilidades como pilotos, y las posibilidades de sus aviones. Las exhibiciones aéreas donde los aviones no despegan del suelo suelen ser llamadas exhibiciones estáticas.
La mayoría de las exhibiciones aéreas son realizadas por fabricantes de aviones, por motivos comerciales y publicitarios, obteniendo la atención de posibles compradores, bien sea particulares, compañías y líneas aéreas o fuerzas aéreas, de carácter militar. Sin embargo, también se da el caso de exhibiciones aéreas que se realizan con fines caritativos. Usualmente se realizan en un aeródromo, donde también se encuentran varias aereonaves en exhibición estática